# Eremo (Reggio Calabria)
L'Eremo  è un quartiere di Reggio Calabria. Assieme ai quartieri Tremulini e Pineta Zerbi costituisce la II circoscrizione comunale..
È una località cara al cuore dei reggini perché ospita la Basilica dell'Eremo, che custodisce il quadro della Madonna della Consolazione protettrice della città, che nel periodo dei festeggiamenti (che vanno dal secondo sabato di settembre per una settimana circa) viene portato in processione fino alla Cattedrale.

## Il toponimo
Dal vocabolo greco "eremos", cioè "luogo deserto", per la collocazione geografica della contrada ove sorse la Basilica, un tempo isolata e periferica.

## Servizi
- Policlinico "Madonna della Consolazione"
- Basilica dell'Eremo
- Istituto Ortopedico del Mezzogiorno d'Italia
- Istituto per anziani